# Габриш, Нивио
Ни́вио Габриш (порт.-браз. Nívio Gabrich; 7 сентября 1927, Санта-Лузия (Минас-Жерайс) — 16 июля или 20 июля 1981, Белу-Оризонти) — бразильский футболист, нападающий.

## Карьера
Нивио начал играть в футбол в любительских клубах в родном городе Санта-Лузия. Оттуда он уехал в Белу-Оризонти, где выступал за клуб «Эсперия». В начале 1944 года Нивио перешёл в «Атлетико Минейро», где дебютировал 19 ноября в матче с клубом «Униан» из города Итабириту. Нападающий выиграл с клубом 4 титула чемпиона штата Минас-Жерайс, в двух из которых он стал лучшим бомбардиром первенства. За клуб игрок провёл по одним данным 182 матча (120 побед, 26 ничьих и 36 поражений) и забил 126 голов, по другим данным — 222 матча и забил 132 гола, по третьим данным — 224 матча (145 побед, 30 ничьих и 49 поражений)и забил 133 гола. Последним матч нападающий провёл 3 апреля 1951 года против «Сантоса» (0:2).
Весной 1951 года Нивио был куплен клубом «Бангу» за 400 тыс. крузейро. В том же году игрок с командой вышел в финал чемпионата штата Рио с «Флуминенсе», но там игрок был удалён с поля, а «Бангу» проиграл 0:2. В 1953 году игрок стал лучшим бомбардиром команды с 20-ю голами, а через год с 13-ю мячами за сезон. В 1957 году главный тренер команды Жентил Кардозо вывел Нивио из основы команды, в результате чего игрок провёл за клуб 8 матчей в которых забил 3 гола. На следующий гол нападающий, у которого закончился контракт с «Бангу», не стал продлевать договор и вернулся в Белу-Оризонти, став игроком «Крузейро». На следующий год игрок выиграл чемпионат штата, а в 1960 году завершил игровую карьеру.

## Достижения

### Командные
- Чемпион штата Минас-Жерайс: 1946, 1947, 1949, 1950, 1959

### Личные
- Лучший бомбардир чемпионата штата Минас-Жерайс: 1949 (14 голов), 1950 (13 голов)